# E.T. (pjesma)
"E.T." (poznata kao i E.T. (Futuristic Lover)) je pjesma američke pjevačice Katy Perry s drugog studijskog albuma Teenage Dream. Napisali su je Katy Perry, Dr. Luke, Max Martin i Ammo, a posljednja trojica su ujedno i producenti. Pjesma je objavljena na iTunesima. Debitirala je na 42. mjestu Billboard Hot 100, a kasnije dostiže prvo mjesto, i tako Perry dobiva svoj peti singl na vrhu te liste, a četvrti s albuma. Pjesma je 18. veljače 2011. objavljena kao četvrti singl s albuma, a ugošćuje američkog repera Kanye Westa. Glazbeni spot za pjesmu je izdat 31. ožujka 2011. i prikazuje Perry kao vanzemaljku.

## Pozadina
Perry je odlučila da joj obožavatelji pomognu u izboru četvrtog singla s albuma preko društvene mreže Twitter. Špekuliralo se da će idući singl biti pjesma "Peacock", ali "E.T." je odabrana i službeno najavljena kao četvrti singl.

## Uspjeh pjesme
Solo verzija pjesme je dostigla 42. poziciju Billboarda Hot 100. U Kanadi ista verzija debitira na 13. poziciji. U Australiji, pjesma debitira i ostvaruje najvišu poziciju na 5. mjestu. U Novom Zelandu, album dostiže prvo mjesto, tako postajući njen šesti singl na vrhu tamošnje ljestvice.
Nakon izlaska duetske verzije, pjesma se iznova pojavila na Billboardu Hot 100. 5. ožujka 2011. pjesma je zamijenila pjesmu Lady GaGe "Born This Way" na vrhu liste, te je Perry postala vlasnica devetog albuma u povijesti Billboarda s četiri singla na prvom mjestu liste Hot 100. Pjesma je ostala na vrhu liste sljedeća tri tjedna. "E.T." je dostigao vrh i na listama pop pjesama. Do 27. travnja 2011. pjesma se samo u SAD-u prodala u 2.486.000 kopija.

## Popis pjesama
Digitalni download
1. "E.T." – 3:26

## Uspjeh na top listama
| Ljestvica (2011.)            | Pozicija |
| ---------------------------- | -------- |
| Australija (ARIA Charts)     | 5        |
| Austrija (Ö3 Austria Top 75) | 10       |
| Kanada (Canadian Hot 100)    | 1        |
| Novi Zeland (RIANZ)          | 1        |
| US (Billboard Hot 100)       | 1        |
| US (Hot Dance Club Songs)    | 1        |

## Povijest objavljivanja
| Regija                 | Datum             |
| ---------------------- | ----------------- |
| Sjedinjene Države      | 18. veljače 2011. |
| Ujedinjeno Kraljevstvo | 27. veljače 2011. |